# Route départementale 1 (Haïti)
Pour les articles homonymes, voir Route départementale 1.
La route départementale 1, ou RD 01, est une route départementale d'Haïti, reliant Pointe-à-Raquette à Anse-à-Galets.

## Présentation
La route départementale 1 est l'unique route départementale de l'île de Gonâve.

## Tracé
- Pointe-à-Raquette
- Anse-à-Galets
- Traversier pour Montrouis
- Port Les Étroits